# Hovstunnilin
De Hovtunnel (Faeröers: Hovstunnilin) is een verkeerstunnel op de Faeröer, een eilandengroep die een autonoom gebied vormt binnen het Deense Koninkrijk. De tunnel verbindt de dorpen Hov en Øravík met elkaar en maakt deel uit van de belangrijkste verkeersader van het eiland Suðuroy.
Door de komst van de Hovtunnel is de reisafstand tussen de twee dorpen met 6 kilometer verkort en blijft de inwoners een bochtige en gevaarlijke weg bij winterse omstandigheden bespaard. De tunnel is gegraven onder een heuvelachtig gebied, met toppen van ruim 400 meter.